# Брайсланд, Томми
Томми Брайсланд (англ. Tommy Bryceland; 1 марта 1939, Гринок, Ренфрушир — 22 января 2016, Айршир) — шотландский футболист и тренер. Играл за «Сент-Миррен», «Норвич Сити», «Олдем Атлетик», а затем вернулся в «Сент-Миррен» в качестве играющего тренера.

## Карьера
Профессиональную карьеру начал в «Сент-Миррене», где сделал себе имя после победы клуба в финале Кубка Шотландии 1959 года, в котором Брайсланд отметился забитым голом. В 1962 году перешёл в «Норвич Сити», где за 7 лет в общей сложности сыграл в 284 матчах и забил 55 голов. Его успехи за «канареек» принесли ему место в «Зале славы Норвич Сити».
В 1969 году перешёл в «Олдем Атлетик», а через 2 года вернулся в «Сент-Миррен», где переквалифицировался в играющего тренера. В 2007 году был включён в «Зал славы Сент-Миррен».